# 栗原健
栗原 健（くりはら けん、1911年 - 2005年12月2日）は、日本のアーキビスト・歴史学者。文学博士。専門は、外交史・日本近代史。

## 略歴
1934年、國學院大學国史科を卒業。1935年、外務事務官として外務省に入省する。
文書課に配属され、外交文書や電報類の整理に従事して以来、『日本外交文書』・『終戦史録』（1952年）・『日本外交年表並主要文書　1840-1945』（1955年）・『外務省の百年』上・下（1969年）の編纂や外交史料館の立ち上げ（1971年開館）に尽力した。
外務省退官後も『日本外交文書』編纂委員・顧問、また日本国際政治学会名誉理事として後進の指導に当たった。また、外交文書の閲覧のために来訪する海外の研究者に対しても、懇切丁寧に対応してその研究を支援し続けた。
以上の功績により、1979年には国際交流基金より「国際交流奨励賞」を授与されている。
1999年、自ら目録を作成して、自分の蔵書を南開大学に寄贈した。

## 著書

### 単著
- 『天皇─昭和史覚書』（有信堂［文化新書］、1955年。原書房、1970年）

### 共著
- （海野芳郎・馬場明）『佐藤尚武の面目』（原書房、1981年）

### 編著
- 『対満蒙政策史の一面─日露戦後より大正期にいたる』（原書房［明治百年史叢書］、1966年）

### 編纂史料
- （江藤淳監修・波多野澄雄）『終戦工作の記録』上・下（講談社［講談社文庫］、1986年）

## 参考
- 外務省外交史料館
- 波多野澄雄「栗原健博士を悼む」